# Taekwondo tại Thế vận hội Mùa hè 2008
Giải taekwondo tại Thế vận hội Mùa hè 2008 diễn ra từ ngày 20 đến ngày 23 tháng 8 năm 2008 tại nhà thi đấu trường Đại học Khoa học và Công nghệ Bắc Kinh.

## Xếp hạng theo quốc gia
| 1    | Hàn Quốc (KOR)          | 4 | 0 | 0  | 4  |
| 2    | México (MEX)            | 2 | 0 | 0  | 2  |
| 3    | Trung Quốc (CHN)        | 1 | 0 | 1  | 2  |
| 4    | Iran (IRI)              | 1 | 0 | 0  | 1  |
| 5    | Hoa Kỳ (USA)            | 0 | 1 | 2  | 3  |
| 6    | Thổ Nhĩ Kỳ (TUR)        | 0 | 1 | 1  | 2  |
| 7    | Canada (CAN)            | 0 | 1 | 0  | 1  |
| 7    | Cộng hòa Dominica (DOM) | 0 | 1 | 0  | 1  |
| 7    | Hy Lạp (GRE)            | 0 | 1 | 0  | 1  |
| 7    | Ý (ITA)                 | 0 | 1 | 0  | 1  |
| 7    | Na Uy (NOR)             | 0 | 1 | 0  | 1  |
| 7    | Thái Lan (THA)          | 0 | 1 | 0  | 1  |
| 13   | Đài Bắc Trung Hoa (TPE) | 0 | 0 | 2  | 2  |
| 13   | Croatia (CRO)           | 0 | 0 | 2  | 2  |
| 15   | Afghanistan (AFG)       | 0 | 0 | 1  | 1  |
| 15   | Brasil (BRA)            | 0 | 0 | 1  | 1  |
| 15   | Cuba (CUB)              | 0 | 0 | 1  | 1  |
| 15   | Pháp (FRA)              | 0 | 0 | 1  | 1  |
| 15   | Anh Quốc (GBR)          | 0 | 0 | 1  | 1  |
| 15   | Kazakhstan (KAZ)        | 0 | 0 | 1  | 1  |
| 15   | Nigeria (NGR)           | 0 | 0 | 1  | 1  |
| 15   | Venezuela (VEN)         | 0 | 0 | 1  | 1  |
| Tổng | Tổng                    | 8 | 8 | 16 | 32 |

## Bảng huy chương

### Nam
| Nội dung           | Vàng                     | Bạc                                        | Đồng                            |
| ------------------ | ------------------------ | ------------------------------------------ | ------------------------------- |
| Hạng ruồi (58 kg)  | Guillermo Pérez · México | Yulis Gabriel Mercedes · Cộng hòa Dominica | Rohullah Nikpai · Afghanistan   |
| Hạng ruồi (58 kg)  | Guillermo Pérez · México | Yulis Gabriel Mercedes · Cộng hòa Dominica | Chu Mu-Yen · Đài Bắc Trung Hoa  |
| Hạng nhẹ (68 kg)   | Son Tae-Jin · Hàn Quốc   | Mark Lopez · Hoa Kỳ                        | Servet Tazegül · Thổ Nhĩ Kỳ     |
| Hạng nhẹ (68 kg)   | Son Tae-Jin · Hàn Quốc   | Mark Lopez · Hoa Kỳ                        | Sung Yu-Chi · Đài Bắc Trung Hoa |
| Hạng trung (80 kg) | Hadi Saei · Iran         | Mauro Sarmiento · Ý                        | Zhu Guo · Trung Quốc            |
| Hạng trung (80 kg) | Hadi Saei · Iran         | Mauro Sarmiento · Ý                        | Steven Lopez · Hoa Kỳ           |
| Hạng nặng (+80 kg) | Cha Dong-Min · Hàn Quốc  | Alexandros Nikolaidis · Hy Lạp             | Chika Chukwumerije · Nigeria    |
| Hạng nặng (+80 kg) | Cha Dong-Min · Hàn Quốc  | Alexandros Nikolaidis · Hy Lạp             | Arman Chilmanov · Kazakhstan    |

### Nữ
| Nội dung           | Vàng                        | Bạc                          | Đồng                        |
| ------------------ | --------------------------- | ---------------------------- | --------------------------- |
| Hạng ruồi (49 kg)  | Wu Jingyu · Trung Quốc      | Buttree Puedpong · Thái Lan  | Daynellis Montejo · Cuba    |
| Hạng ruồi (49 kg)  | Wu Jingyu · Trung Quốc      | Buttree Puedpong · Thái Lan  | Dalia Contreras · Venezuela |
| Hạng nhẹ (57 kg)   | Lim Su-Jeong · Hàn Quốc     | Azize Tanrıkulu · Thổ Nhĩ Kỳ | Diana Lopez · Hoa Kỳ        |
| Hạng nhẹ (57 kg)   | Lim Su-Jeong · Hàn Quốc     | Azize Tanrıkulu · Thổ Nhĩ Kỳ | Martina Zubčić · Croatia    |
| Hạng trung (67 kg) | Hwang Kyung-Seon · Hàn Quốc | Karine Sergerie · Canada     | Gwladys Épangue · Pháp      |
| Hạng trung (67 kg) | Hwang Kyung-Seon · Hàn Quốc | Karine Sergerie · Canada     | Sandra Šarić · Croatia      |
| Hạng nặng (+67 kg) | Maria Espinoza · México     | Nina Solheim · Na Uy         | Sarah Stevenson · Anh Quốc  |
| Hạng nặng (+67 kg) | Maria Espinoza · México     | Nina Solheim · Na Uy         | Natália Falavigna · Brasil  |